# Digital Realty
Digital Realty è un'azienda statunitense con sede ad Austin specializzata nella gestione dei centri dati.

## Storia
Nel giugno 2015, Digital Realty è in trattative per l'acquisizione di Telx Group, un altro specialista statunitense di data center, per circa 2 miliardi di dollari.
Nel giugno 2017, Digital Realty annuncia l'acquisizione di DuPont Fabros Technology, che gestisce 12 data center, per 7,6 miliardi di dollari.